# Bisclavret
Bisclavret est le nom breton du loup-garou, mentionné dans un lai de Marie de France. Le lai  dit « de Bisclavret » est aussi l'un des rares textes anciens où l'homme atteint de lycanthropie n'est pas considéré comme maléfique. Le « Lai de Bisclavret » est à mettre en relation avec les Fables de Marie de France qui ont également été traduites par Françoise Morvan en respectant la forme originale de ces poèmes.

## Résumé du Lai de Bisclavret

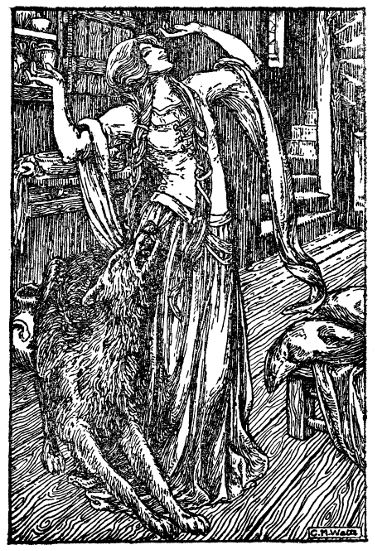
Illustration de Caroline Watts pour « The Were-Wolf », traduction en prose anglaise par Jessie L. Weston, 1910.

Il était un baron, bon seigneur, ami du roi, heureux en mariage. Douce et avenante, la dame craint cependant qu'il ne lui soit infidèle, car il s'absente trois jours par semaine. Elle l'interroge et celui-ci finit par céder, révélant qu'il enlève ses vêtements, les dissimule et devient loup. Sous l'insistance de son épouse, le baron révèle également la cachette de ses vêtements, qui lui permettent après chaque sortie de retrouver son apparence humaine. Épouvantée par cet aveu et par l'idée d'avoir partagé sa vie avec un animal sauvage, la dame cherche à fuir son mari. Lors d'une de ses absences, elle fait appel à un chevalier dont elle avait toujours repoussé les faveurs et lui révèle son infortune. Puis elle l'envoie voler les vêtements de son mari, qui sans eux s'avère incapable de reprendre forme humaine. On le fait rechercher mais les mois passant, on conclut à sa disparition. La dame est alors libre de se remarier avec le chevalier.
Un an après, le roi chasse avec ses gens sur les terres de Bisclavret et se lance à la poursuite d'un loup. Alors que l'animal est acculé et sur le point d'être mis à mort, il s'incline devant le roi. Tout le monde s'étonne, c'est une bête miraculeuse, douée d'intelligence. Le roi prend alors ce loup sous sa protection et l'emmène en son château.
Lors d'une cour du roi à laquelle le nouveau mari de la dame est convié, Bisclavret tente de l'attaquer. On maîtrise le loup mais il continue de se montrer ouvertement hostile. On se dit qu'assurément le chevalier lui causa quelque tort, et l'affaire s'arrête là. Le roi repart chasser sur les terres de Bisclavret mais un soir, la nuit tombant, l'équipage doit faire halte. Apprenant qu'il se trouve dans la contrée, l'épouse de Bisclavret décide d'aller porter au roi un somptueux cadeau. Dès qu'il l'aperçoit, Bisclavret se jette sur elle et lui arrache le nez. Un sage homme remarque alors que l'animal n'a montré d'hostilité qu'envers elle et son mari. Soumise à la torture, elle avoue tout. Le roi la somme de rendre les vêtements : Bisclavret redevient alors humain, tandis que la dame et le chevalier sont exilés. Ils donnèrent naissance à de nombreux enfants, dont des filles sans nez.

## Analyse
L'origine des thèmes du loup-garou remonte à la littérature antique, puisqu'on trouve leur mention dans Pline L'Ancien, Histoire naturelle, VIII, 81, et dans Pétrone, Le Satyricon, chapitre 62. Marie de France combine ce thème avec celui de l'adultère, ainsi qu'avec la gentillesse du loup puis sa vengeance, ce dernier élément étant repris à la gentillesse et vengeance des chiens chez Pline l'Ancien, Histoire naturelle, VIIII, 142.
Le Moyen Âge regorge d'histoires de loups-garous, parsemées dans toute l'Europe. Deux types de loups-garous existent alors : ceux qui dévorent les humains, et ceux qui ne dévorent que des bêtes sauvages (Bisclavret fait partie de cette dernière catégorie). Ce type de loups-garous existaient surtout dans des récits irlandais, où les loups-garous peuvent parler, comme c'est le cas dans le lai de Marie.
Le lai de Bisclavret est très semblable à un lai anonyme, vraisemblablement écrit à la même période, qui s'intitule Lai de Mélion.
Ernest Hoepffner se sert de ce lai pour montrer que la localisation des poèmes de Marie de France en Bretagne est une simple convention, la Bretagne étant pour elle essentiellement le territoire du merveilleux.

## Adaptation cinématographique
En 2011, le Lai de Bisclavret fait l'objet d'une adaptation au cinéma sous la forme d'un court métrage d'animation, Bisclavret, réalisé par Émilie Mercier au studio Folimage, en association avec Arnaud Demuynck et Arte France. Son scénario se base sur la traduction de Françoise Morvan publiée par Actes Sud. Le film est sélectionné au Festival international du film d'animation d'Annecy la même année, ainsi que dans plusieurs festivals internationaux.